# Karsten Weihe

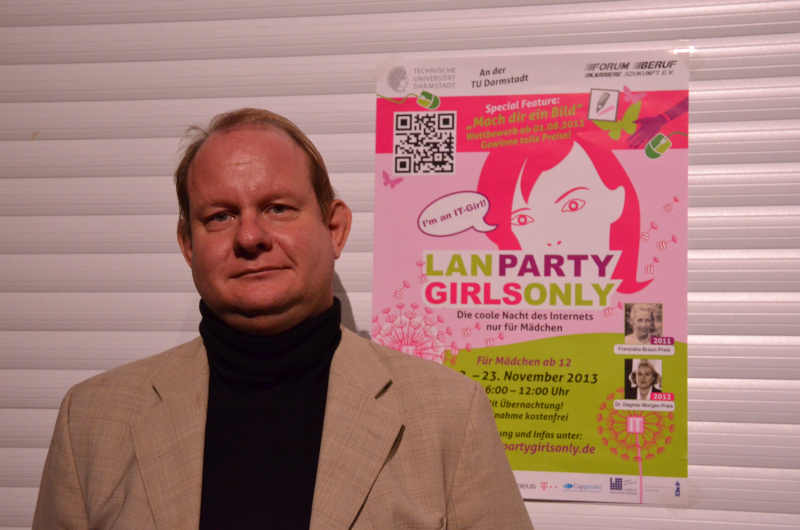
Karsten Weihe

Karsten Weihe (* 1967) ist ein deutscher Mathematiker und Informatiker. Er ist seit 2001 Hochschullehrer am Fachbereich Informatik der TU Darmstadt und vertritt das Gebiet Algorithmik in Forschung.

## Leben und Wirken
Karsten Weihe studierte 1987–1992 Mathematik mit Nebenfach Informatik an der TU Berlin. Im Zeitraum 1992–1994 promovierte er am Fachbereich Mathematik. Im Jahre 1994 wechselte er zur Arbeitsgruppe  Algorithmen und Datenstrukturen an die Universität Konstanz, wo er sich 1998 habilitierte. Den Ruf als Professor für Diskrete Mathematik und Optimierung erhielt er 2000 von der Universität Bonn. Seit 2001 ist er Professor für Algorithmik an der TU Darmstadt. Er war 2002–2011 Studiendekan und Vorsitzender des Prüfungsausschusses, 2006–2011 Dekan sowie 2007–2011 Direktor des Zentrums für Lehrerbildung der TU Darmstadt. Im Jahre 2003–2004 forschte und lehrte er als Full Professor für Software Engineering an der University of Newcastle, New South Wales, Australien.
In der Forschung ist er unter anderem beteiligt am Sonderforschungsbereich MAKI der DFG, am Graduiertenkolleg AIPHES der DFG sowie an der Innovationsallianz von TU Darmstadt und Deutsche Bahn AG.
Im Bereich E-Learning ist er einerseits aktiv durch die Erstellung und Öffentlichstellung von thematischen Videos für Grundlagenveranstaltungen in Informatik, die in der Videothek Algorithmik gesammelt sind, andererseits durch Entwicklung und Einsatz der Lernplattform Nabla zur automatischen, zufallsbasierten Generierung von Übungsaufgaben.

## Auszeichnungen
- 1992 Erwin Stephan-Preis der TU Berlin
- 1999 Heinz Maier-Leibnitz-Preis der DFG[6]
- 2000 Gerhard-Hess-Preis der DFG[7]
- 2011 Franziska Braun-Preis der Stiftung Giersch für die jährlich am Fachbereich ausgerichtete LAN Party Girls Only[8][9]
- 2012 Athene-Hauptpreis der Stiftung Giersch zusammen mit Dr. Michael Eichberg für das Teambegleiterpraktikum[10]
- 2012 Dr. Dagmar Morgan-Preis des Landkreises Darmstadt-Dieburg zusammen mit Frau Monika Stöhr[11]
- 2017 Auszeichnung der Stiftung Giersch zusammen mit Thomas Lüdecke für die Lernplattform Nabla[12]

## Ausgewählte Veröffentlichungen
- Fundiert entscheiden: ein kleines Handbuch für alle Lebenslagen, Springer Spektrum, 2017, ISBN 978-3-662-54704-5
- mit Simon Knoll: fundiert-entscheiden.de – mehr Sachlichkeit im medialen Raum. In: Schriftenreihe tuprints der TU Darmstadt, Nr. 4160, 2014[13]
- mit Dominik Rohn: Sind Rankings inhärent willkürlich? In: Forschung & Lehre. Nr. 9/2013, S. 740–741.[14]
- Vergesst Soft Skills! BoD, 2013, ISBN 978-3-7322-3356-4
- mit Chris Biemann, Stefanie Roos: Quantifying semantics using complex network analysis. In: Proceedings of the International Conference on Computational Linguistics (COLING). Jg. 24, 2012, ISSN 1525–2477, S. 263–278.[15]
- mit Lachezar Krumov, Christoph Fretter, Matthias Müller-Hannemann, Marc-Thorsten Hütt: Motifs in co-authorship networks and their relation to the impact of scientific publications. In: The European Physical Journal. B, Bd. 84, Nr. 4, 2011, ISSN 1434-6028, S. 535–540.[16]
- mit Alaubek Avdil: Local search starting from an LP solution: fast and quite good. In: ACM Journal on Experimental Algorithmics. Bd. 14, 2009, ISSN 1084-6654.[17]
- mit Jan M. Hochstein: Edge-disjoint routing in plane switch graphs in linear time. In: Journal of the ACM. Bd. 51, Nr. 4, 2004, S. 636–670.[18]
- A software engineering perspective on algorithmics. In: ACM Computing Surveys. Bd. 33, Nr. 1, 2001, ISSN 0360-0300, S. 89–134.[19]
- mit Rolf H. Möhring, Matthias Müller-Hannemann: Mesh refinement via bidirected flows: modeling, complexity, and computational results. In: Journal of the ACM. Bd. 44, Nr. 3, 1997, S. 395–426.[20]